# Solifenacine
Solifenacine is een geneesmiddel dat wordt voorgeschreven voor de behandeling van urine-incontinentie bij een instabiele of overactieve blaas.
Het is een anticholinerge stof die de spierspanning vermindert van de wand en de sluitspier van de urineblaas. Hierdoor vergroot de opslagcapaciteit van de blaas en vermindert de aandrang tot urineren en het aantal urinelozingen.
Solifenacine werd ontwikkeld door het Japanse bedrijf Yamanouchi Pharmaceutical Co. Ltd. Het wordt, in de vorm van het barnsteenzure zout solifenacinesuccinaat, door het Japanse farmaceutische bedrijf Astellas geproduceerd verkocht onder de merknaam Vesicare. Astellas is in 2005 ontstaan uit de fusie van Yamanouchi Pharmaceutical en Fujisawa Pharmaceutical.

## Bijwerkingen
Bijwerkingen die vaak (10% of meer) voorkomen zijn buikpijn; misselijkheid; verstopping; spijsverteringsstoornissen.